# Peperomia agusanensis
Peperomia agusanensis är en pepparväxtart som beskrevs av C. Dc.. Peperomia agusanensis ingår i släktet peperomior, och familjen pepparväxter. Inga underarter finns listade i Catalogue of Life.